# Radioåret 1966

## Händelser

### December
- 12 december - Sveriges Radio genomför en programomläggning. Talprogrammen placeras i P1, klassisk musik i P2 och Melodiradion i P3.[1]

## Radioprogram

### Sveriges Radio
- 4 februari - Den första delen av fem av Öyvind Fahlströms radioserie Den helige Torsten Nilsson sänds. De andra fyra avsnitten sänds den 11, 18 och 25 februari och den 4 mars 1966.
- 1 december - Årets julkalender är En jul för 50 år sedan.[2]

## Födda
- 14 juni – Kristian Luuk, svensk radio- och TV-programledare.

### Fotnoter
1. ↑  Sverige 1900-talet – 1966, NE, Bra Böcker, 2000
2. ↑  ”1966, En jul för 50 år sedan”. Sveriges Radio. http://sverigesradio.se/barn/julkalendrar/1966.stm. Läst 31 augusti 2015.